# Joe Johnston
Joseph Eggleston „Joe” Johnston II (n. 13 mai 1950, Fort Worth, Texas, SUA) este un regizor american de film cunoscut pentru realizarea unor filme ca Honey, I Shrunk the Kids, Jumanji, The Rocketeer, Jurassic Park III, October Sky, The Wolfman sau Captain America: The First Avenger.

## Filmografie selectivă
- 2018 Spărgătorul de Nuci și Cele Patru Tărâmuri (The Nutcracker and the Four Realms), regia Lasse Hallström și Joe Johnston